# Чон Мюн Хун
Чон Мюн Хун (кор. 정명훈, 鄭明勳) також Мюнг Ван Чунг (англ. Myung Whun Chung) (нар. 22 січня 1953, Сеул) — південнокорейський піаніст і диригент. 

## Біографія
Дебютував як піаніст у Сеулі у віці семи років. У 1961 році відправився в США, вчився в Маннес-коледжі (Нью-Йорк) по класах фортепіано Наді Рейзенберґ і диригування Карла Бамберґера, закінчив у 1978 році аспірантуру в Джульярдській школі. У 1971 році дебютував у Сеулі як диригент. У 1974 році як піаніст отримав другу премію на конкурсі Чайковського в Москві. У 1978-1980 рр. стажувався як диригент у К. М. Джуліні в Філармонійному оркестрі Лос-Анджелеса. У 1984 році став музичним керівником і головним диригентом Симфонічного оркестру Саарбрюккенського радіо. У 1987—1992 роках — запрошений диригент оперного «Театро Коммуналє» у Флоренції. 
У 1989—1994 рр. — музичний керівник Паризької національної опери, з 2000 — музичний керівник Філармонійного оркестру Французького радіо, з 2005 — музичний керівник Сеульського філармонійного оркестру. З 1997 — головний диригент оркестру Національної академії Санта-Чечілія. Як запрошений диригент виступав і записувався з найбільшими оркестрами світу. 
Одна з його старших сестер, Чон Кюн Хва — скрипалька, інша, Чон Мюн Хва — віолончелістка. Всі вони виступають разом як «Тріо сім'ї Чон».

## Творчість
Диригував операми Моцарта, Доніцетті, Россіні, Вагнера, Верді, Бізе, Пуччіні, Массне, Прокоф'єва, Шостаковича та ін. 
Особливо відомий інтерпретаціями Мессіана, диригував симфонією «Туранґаліла», оперою «Франциск Ассизький» та іншими творами майстра. Мессіан присвятив Чон Мюн Хуну «Концерт для чотирьох виконавців» (1990).
Чон Мюн Хун був одним із перших виконавців творів Ісана Юна в Европі. 
Серед здійснених записів — твори Гектора Берліоза, Людвіґа ван Бетовена, Джузеппе Верді, Антоніна Дворжака, Анрі Дютійо, Моріса Дюрюфле, Олів'є Мессіана, Карла Нільсена, Сергія Прокоф'єва, Миколи Римського-Корсакова, Джоаккіно Россіні, Каміля Сен-Санса, Ігоря Стравінського, Ґабрієля Форе, Дмитра Шостаковича. 

## Громадська діяльність
Виступав за демократизацію корейського суспільства. Діяльно бере участь у боротьбі з розповсюдженням наркотиків. 

## Визнання
Премія Артуро Тосканіні (1989). Асоціація музичних і театральних критиків Франції назвала його в 1991 «Людиною року». Він отримав орден Почесного легіону (1992). Названий ЮНЕСКО «Людиною року» (1995). Премія Ґреммі (1996). Почесний член Римської Національної Академії Святої Цецилії (2002). Почесне звання «Посол корейської культури». 